# Levosimendán
El levosimendán es un sensibilizador del calcio usado en el manejo de la insuficiencia cardiaca aguda. Se comercializa bajo el nombre comercial Simdax.

## Mecanismo de acción
El levosimendán incrementa la sensibilidad del corazón al calcio, aumentando por lo tanto la contractibilidad cardiaca sin elevar la concentración de calcio intracelular. Ejerce un efecto inotrópico positivo incrementando la sensibilidad de los miocitos al calcio. Esto lo logra uniéndose a la troponina C de una forma calcio-dependiente acelerando la formación de enlaces cruzados. También tiene efecto vasodilatador, abriendo los canales de adenosin trifosfato (ATP) sensibles al potasio en el músculo liso vascular, causando relajación. La combinación de las acciones inotrópicas y vasodilatadoras resulta en un incremento en la fuerza de contracción, disminución de la precarga y disminución de la postcarga. Además, abriendo los canales mitocondriales de ATP sensibles al potasio en los miocitos, este medicamento ejerce un efecto cardioprotector.

## Contraindicaciones
El uso de levosimendán está contraindicado en pacientes con insuficiencia renal moderada-grave, insuficiencia hepática grave, obstrucción grave al flujo ventricular, hipotensión y taquicardia intensas, y antecedente de torsades des pointes.
- Datos: Q162541
- Multimedia: Levosimendan / Q162541